# 스케르초
스케르초(scherzo)는 서양 고전 음악에서 짧은 작곡의 하나로, 가끔은 교향곡, 소나타와 같은 규모가 더 큰 작품의 악장이 수반되기도 한다.
익살스러운 빠른 곡이나 아니면 환상적인 취향이 음침함·익센트릭(eccentric)한 것, 그리고 괴이한 것 등을 지닌 경우가 많다. 바로크 시대에도 스케르초가 작곡되었는데, 하이든도 초기의 현악 4중주곡에 스케르초의 악장을 두었다. 이러한 스케르초를 본격적으로 성장시킨 사람은 베토벤이다. 그리고 베토벤은 다악장의 곡 속에서 미뉴에트 대신에 스케르초를 둔다는 구성을 확립하였다. 낭만파 시대에 이르러서는 스케르초도 독립된 곡으로 된 훌륭한 것이 있다. 스케르초의 형식은 일정하지 않지만 소나타 속의 악장일 때 3부형식의 것이 많다. 독립된 것으로는 론도 형식이나 소나타 형식의 것도 있다.